# Rutger Worm
Rutger Jan Willem Worm (Nijmegen, 1 februari 1986) is een Nederlands voormalig voetballer die als aanvaller en aanvallende middenvelder speelde. Hij kwam onder meer uit voor N.E.C. en Melbourne Heart.

## Carrière

### N.E.C.
Worm speelde in de jeugd voor Quick 1888 en Vitesse voordat hij bij N.E.C. terechtkwam. Voor deze club debuteerde hij in het seizoen 2004/05 in de hoofdmacht, dat toen uitkwam in de Eredivisie. Worm maakte op 19 december 2004 zijn debuut tegen Sc Heerenveen (3-2 winst). De aanvaller kwam in zijn eerste seizoen tot tien wedstrijden, maar kwam nog niet tot een goal of assists. 
Op 30 november 2005 gaf hij zijn eerste assist in een 2-0 overwinning op Willem II. Een week later scoorde hij zijn eerste doelpunt in het profvoetbal: uitgerekend tegen rivaal Vitesse scoorde hij de enige goal van de wedstrijd. Hij kwam dat seizoen tot drie goals en twee assists. Toch was hij vooral wisselspeler bij N.E.C. Dat was ook in het seizoen erop, waarin hij één keer scoorde en twee assists gaf voor de Nijmegenaren. Het seizoen 2007/08 speelde hij 26 wedstrijden (één goal, drie assists). Hij begon als basisspeler aan het seizoen, maar stond halverwege een-na-laatste met N.E.C. Daarna stelde trainer Mario Been hem weinig meer op en begon N.E.C. ineens te winnen. Via de play-offs haalde N.E.C. zelfs UEFA Cup-voetbal het volgende seizoen. 
Op 30 augustus 2008 scoorde Worm in de openingswedstrijd zijn eerste maar enige competitietreffer van het seizoen. Op 18 september maakte Worm tegen Dinamo Boekarest zijn Europese debuut. Het seizoen 2009/10 was het laatste seizoen van Worm bij N.E.C., waarvoor hij 132 wedstrijden speelde. Daarin kwam hij tot acht doelpunten en negen assists.

### Melbourne Heart
Vanaf het seizoen 2010/11 kwam hij uit voor de Australische club Melbourne Heart, waar hij twee seizoenen voor speelde. Hij speelde in die periode 46 wedstrijden voor de Melbourne Heart, waarin hij goed was voor twee doelpunten en vier assists.

### FC Emmen
In het seizoen 2012/13 kwam hij uit voor de Nederlandse eerstedivisionist FC Emmen. Hij speelde veertien wedstrijden voor FC Emmen en gaf één assist. 

### Chiangrai United
In juli 2013 tekende hij tot het eind van dat jaar bij Chiangrai United in Thailand. Hij speelde slechts vier wedstrijden voor de Thaise club. Hij scoorde geen doelpunten.

### Achilles '29
In april 2014 ging hij meetrainen bij Achilles '29. Op 3 juli werd bekend dat Worm in het seizoen 2014/15 voor de Groesbeekse club zal uitkomen. Door een blessure miste hij de eerste twee wedstrijden van het seizoen en twee weken later raakte hij opnieuw geblesseerd. Tegen RKC Waalwijk raakte hij na een half uur geblesseerd uit. Op 25 oktober scoorde hij zijn eerste doelpunt voor Achilles, in de uitwedstrijd tegen MVV Maastricht (3-2). Op 27 februari 2015 scoorde hij met een kopgoal de 0-1 tegen VVV-Venlo (1-1) wat daardoor de periodetitel misliep. Drie weken later scoorde hij met een volley de aansluitingstreffer (1-1) in de wedstrijd tegen Almere City FC, die uiteindelijk gewonnen werd met 3-1. Dat seizoen werd Achilles '29 achttiende, voor Fortuna Sittard en RKC Waalwijk. Dat seizoen kwam Worm tot drie goals en één assists.
Vanaf het seizoen 2015/16 speelde Worm voor SV DFS. In 2018 ging hij naar RKHVV waar hij medio 2019 zijn loopbaan besloot.

## Statistieken
| Seizoen        | Club             | Competitie     | Competitie | Competitie | Beker | Beker | Overig | Overig | Totaal | Totaal |
| Seizoen        | Club             | Competitie     | Wed.       | Dlp.       | Wed.  | Dlp.  | Wed.   | Dlp.   | Wed.   | Dlp.   |
| -------------- | ---------------- | -------------- | ---------- | ---------- | ----- | ----- | ------ | ------ | ------ | ------ |
| 2004/05        | N.E.C.           | Eredivisie     | 10         | 0          | 0     | 0     | 0      | 0      | 10     | 0      |
| 2005/06        | N.E.C.           | Eredivisie     | 17         | 2          | 2     | 0     | 4      | 1      | 23     | 3      |
| 2006/07        | N.E.C.           | Eredivisie     | 21         | 1          | 2     | 0     | 4      | 0      | 27     | 1      |
| 2007/08        | N.E.C.           | Eredivisie     | 24         | 1          | 3     | 0     | 0      | 0      | 27     | 1      |
| 2008/09        | N.E.C.           | Eredivisie     | 14         | 1          | 3     | 1     | 3      | 0      | 20     | 2      |
| 2009/10        | N.E.C.           | Eredivisie     | 22         | 0          | 3     | 0     | 0      | 0      | 25     | 0      |
| 2010/11        | Melbourne Heart  | A-League       | 26         | 2          | 0     | 0     | 0      | 0      | 26     | 2      |
| 2011/12        | Melbourne Heart  | A-League       | 19         | 0          | 1     | 0     | 0      | 0      | 20     | 0      |
| 2012/13        | FC Emmen         | Eerste Divisie | 13         | 0          | 1     | 0     | 0      | 0      | 14     | 0      |
| 2013/14        | Chiangrai United | Thai League    | 4          | 0          | 0     | 0     | 0      | 0      | 4      | 0      |
| 2014/15        | Achilles '29     | Eerste Divisie | 29         | 3          | 1     | 0     | 0      | 0      | 30     | 3      |
| Carrièretotaal | Carrièretotaal   | Carrièretotaal | 199        | 10         | 16    | 1     | 11     | 1      | 228    | 12     |

## Trainerscarrière
Vanaf 2018 is Worm als trainer actief in de jeugdopleiding van N.E.C. In het seizoen 2019/20 was hij assistent van trainer Arno Arts bij DFS. In het seizoen 2021/22 is Worm hoofdtrainer bij Quick 1888. Een seizoen later werd hij assistent trainer van N.E.C. onder 18. 